# 自転車盗

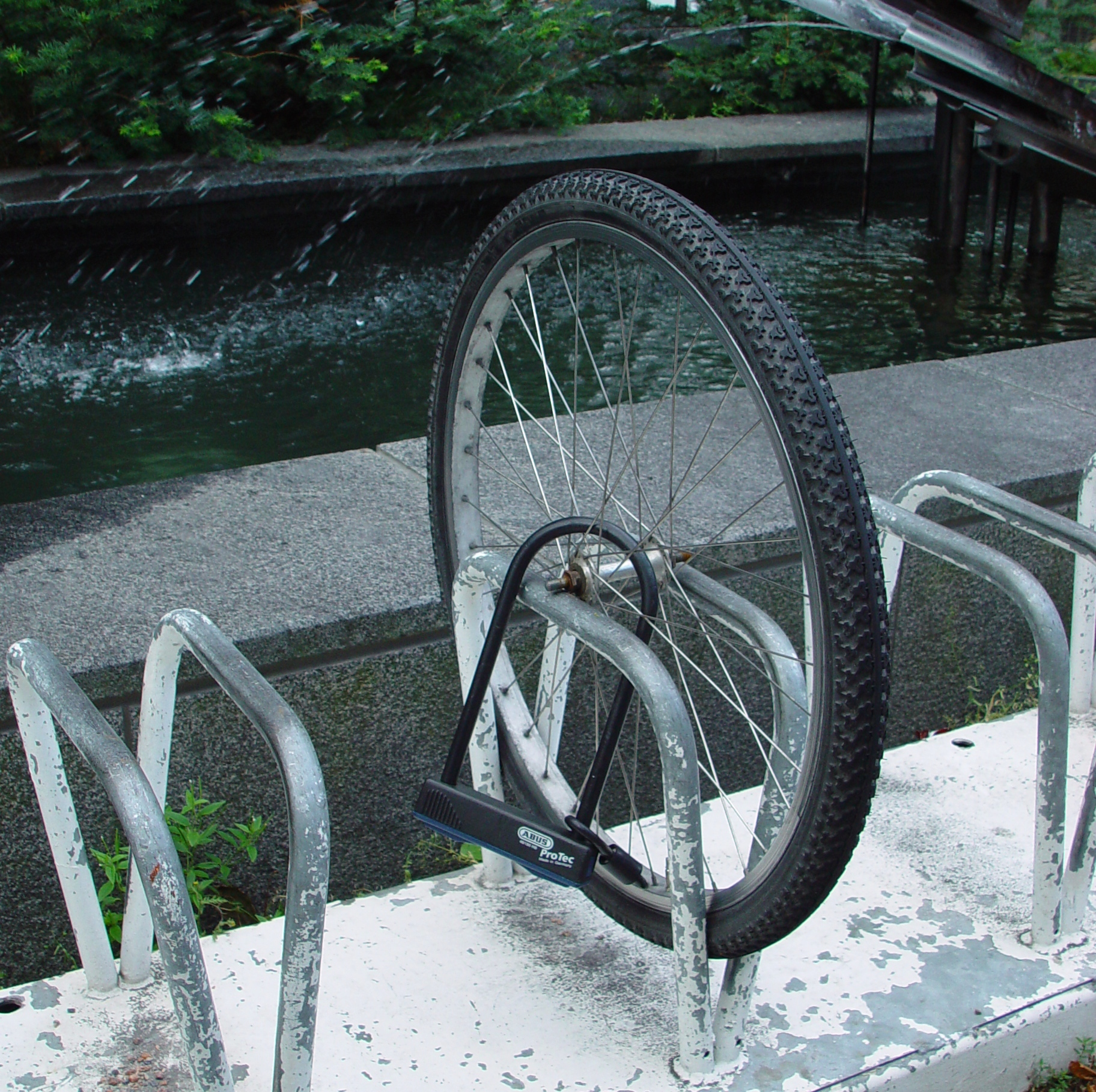
錠を付けた前輪のみが残された状態

自転車盗（じてんしゃとう）とは、自転車の窃盗を行う犯罪のこと。警察関係で手口名として使用される表現で、一般には「自転車泥棒」などと呼ばれる。

## 傾向
比較的簡単に実行でき捕まる事が少ない事により極めて多く発生する。

### 日本
警察庁『令和5年１～12月犯罪統計【確定値】』によると、2023年の認知件数は16万4,180件にのぼり、検挙件数は10,989件であり、窃盗の中で最も検挙率が少ない（約6.7%）。『令和4年の刑法犯に関する統計資料』よれば、年齢層別の検挙人員をみると、2022年の数値であるが、14 - 19歳が1,693人で最も多く、この年齢層が最大という傾向は毎年みられる。また、盗まれた自転車が所有者に戻る確率は約49.9%で、施錠していた場合は45.4%、施錠していない場合は約52.4%であった。
なお、2022年と2023年は2019年コロナウイルス対策の行動制限緩和により外出する機会が増えたことにより、行動制限により減少していた街頭犯罪の１つである自転車盗が、過去50年の中では少ない方であるものの2021年に比べて2023年は57,595件より増加している。また、一般刑法犯全体では2023年は2021年に比べて13万5,247件増加しているが、自転車盗だけで5万7,595件増加しており、一般刑法犯の約23%を占める自転車盗の増加が一般刑法犯の増加に影響を与えていることが窺われる。
捜査支援分析センターでは強盗などの重大犯罪の捜査において、監視カメラの映像から個別の自転車を特定する「自転車モンタージュ」を確立しており、捜査部門からの依頼の約60%が発見にいたっているが自転車盗には利用されていない。
自転車盗の認知・検挙件数推移

## 対策

### 錠
鍵の掛け忘れや「『短時間だから』と無施錠」を避けることがまず第一である。また、一般的なシティサイクルに付属している箱形錠は、簡単な工具で開錠したり力任せにねじ曲げたりすることが可能で、盗難抑止力が小さい為、2つの鍵を使用する事（二重ロック）が推奨されている。また、二重ロックする際は、それぞれの鍵の種類が異なる方が防犯効果がより高くなる。
ほかの車両に比べ軽い自転車は、構造物に固定されていない場合、盗むことが容易である。実際、施錠してある自転車を軽トラック等に積み込んで持ち去るケースもある。放置自転車の撤去作業に見せかけたり、人気の少ない駐輪スペースから堂々と持ち去ったりする例もある。
U字ロックや切断しにくい素材を利用したワイヤーロック（cable locks）やチェーンロックを複数併用し、構造物に固定して、開錠や破壊、持ち去り行為に時間を要するようにする事がより効果的である。また公共機関が運営する有人管理の自転車駐車場を利用することも対策としては有効であるが、盗難や事故については駐輪場管理者が責任を負わないため、完全とは言い難い。

様々な錠
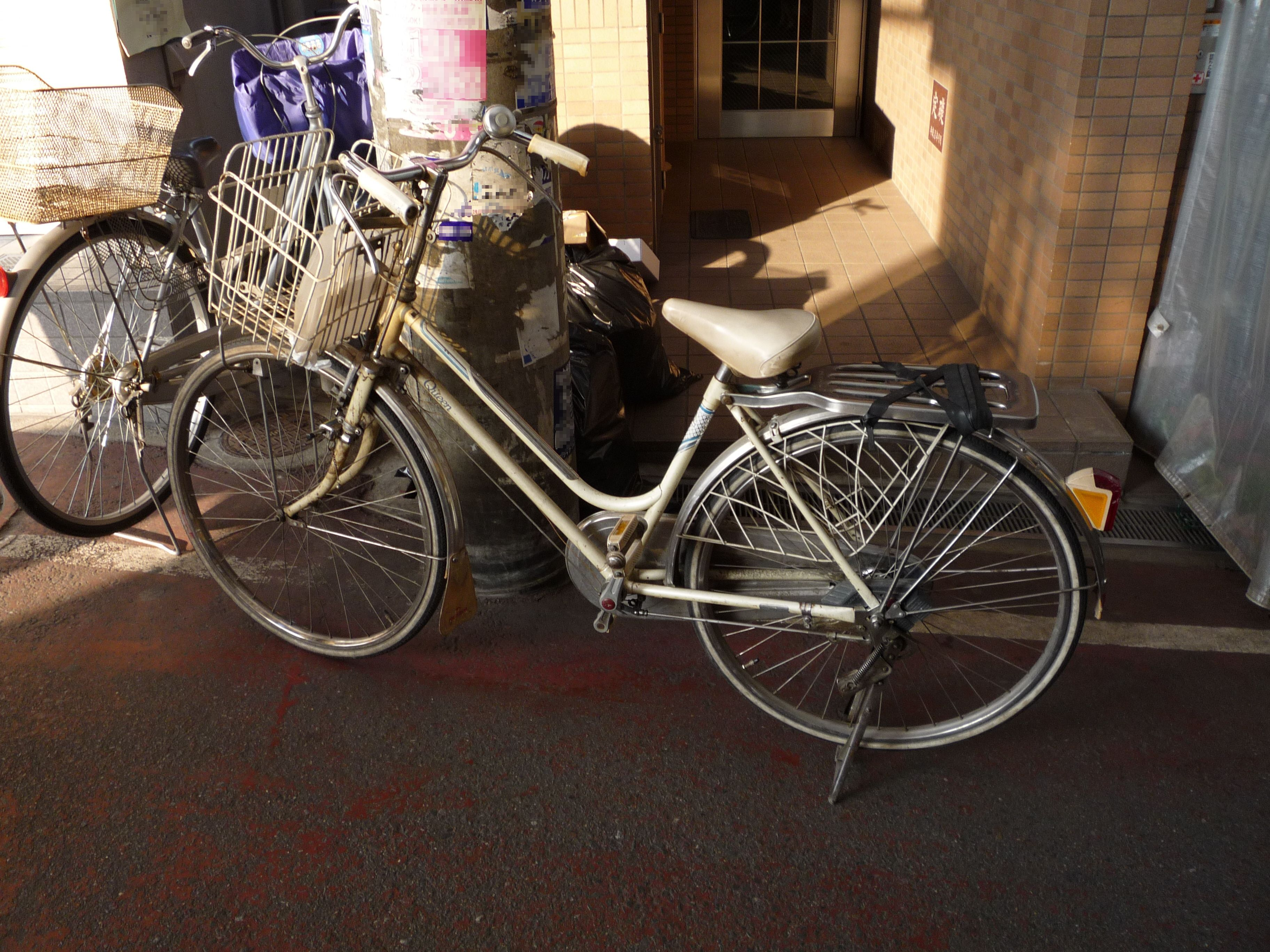
箱錠が前輪に取り付けられた自転車
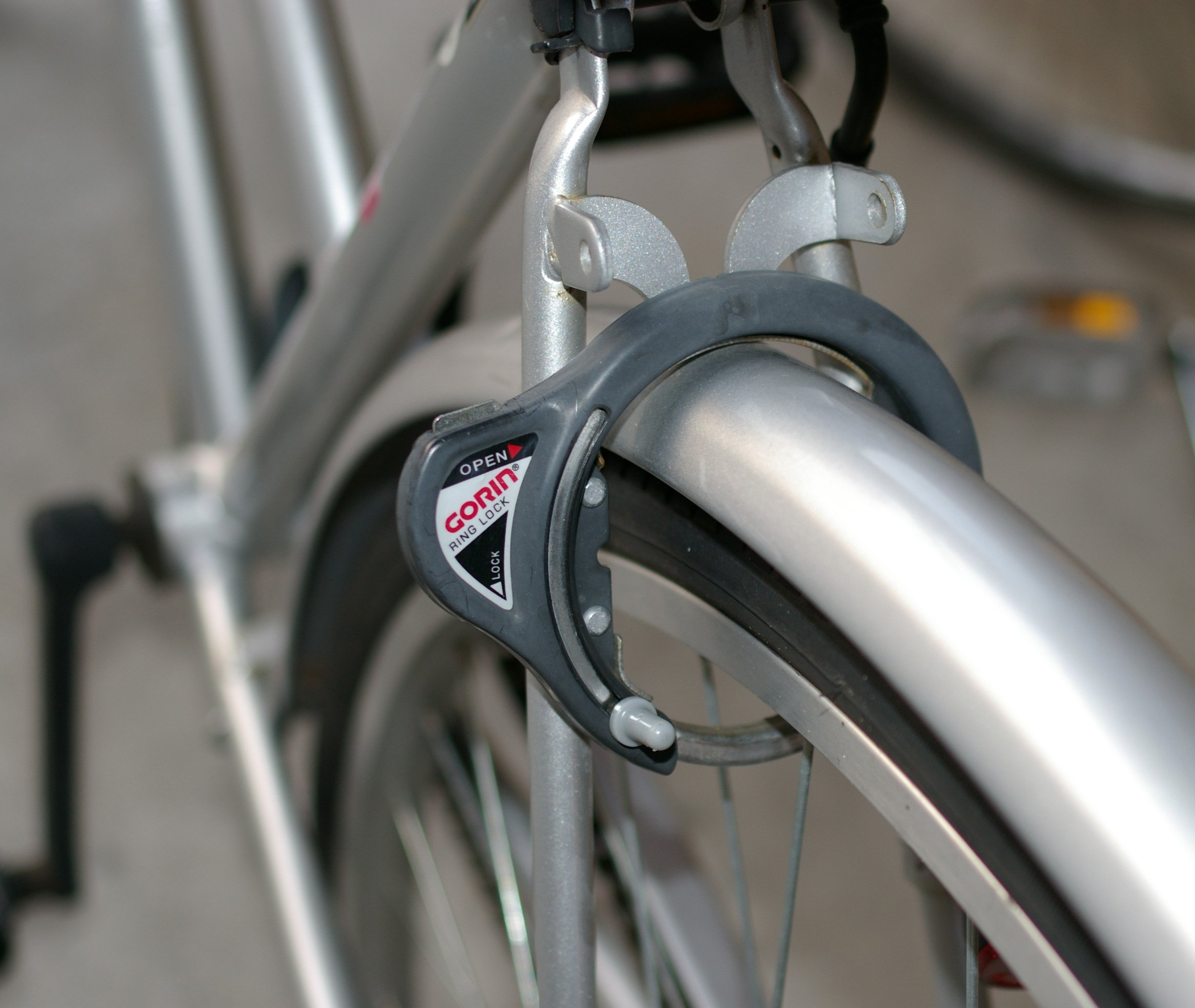
O字ロック
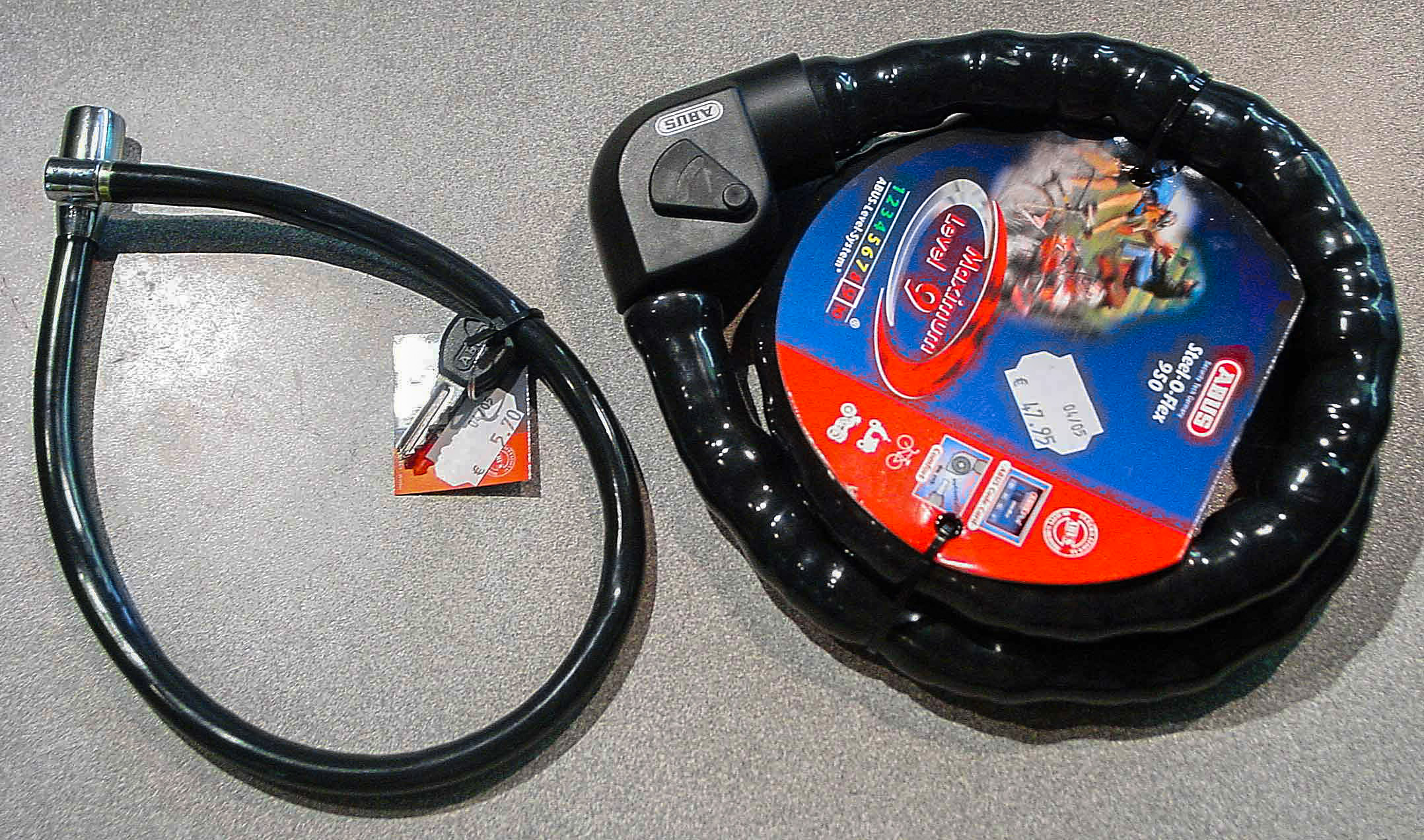
シンプルケーブルロック（左）とスチールジャケットケーブルロック
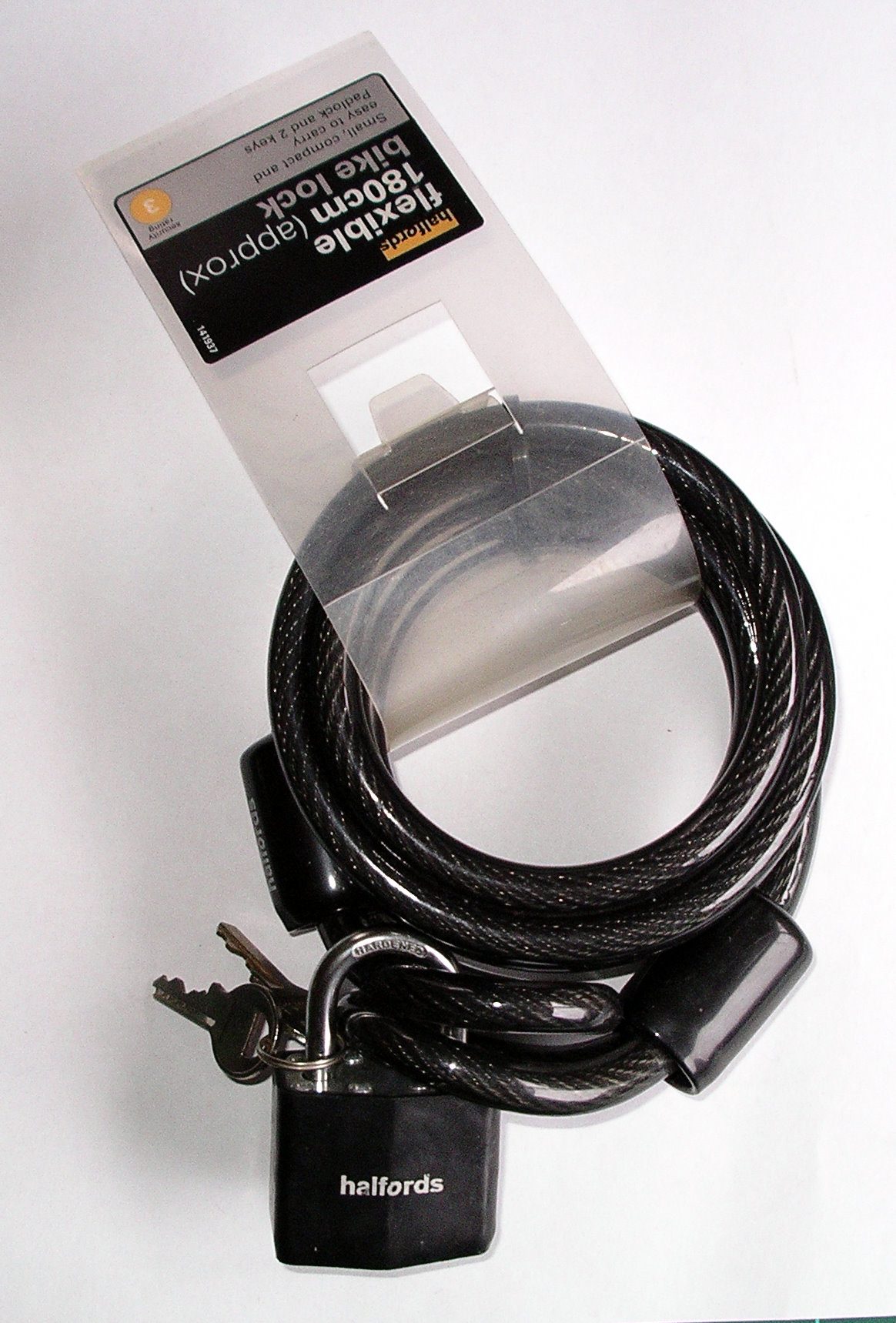
南京錠とケーブル
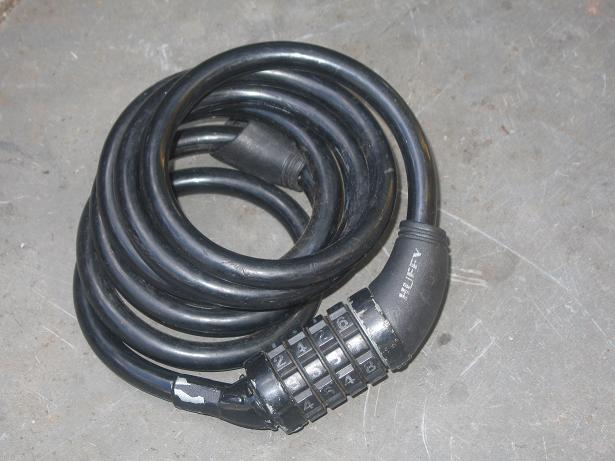
ケーブルとコンビネーションロック
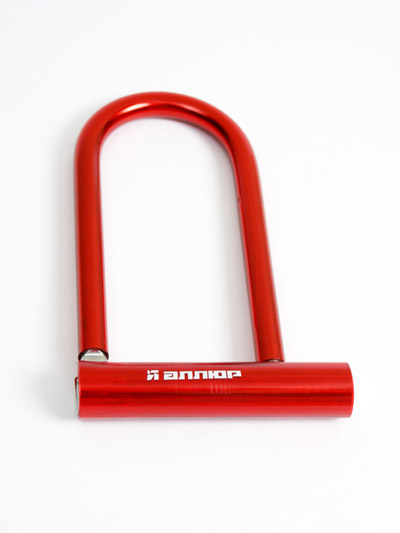
U字ロック

### 車体情報等

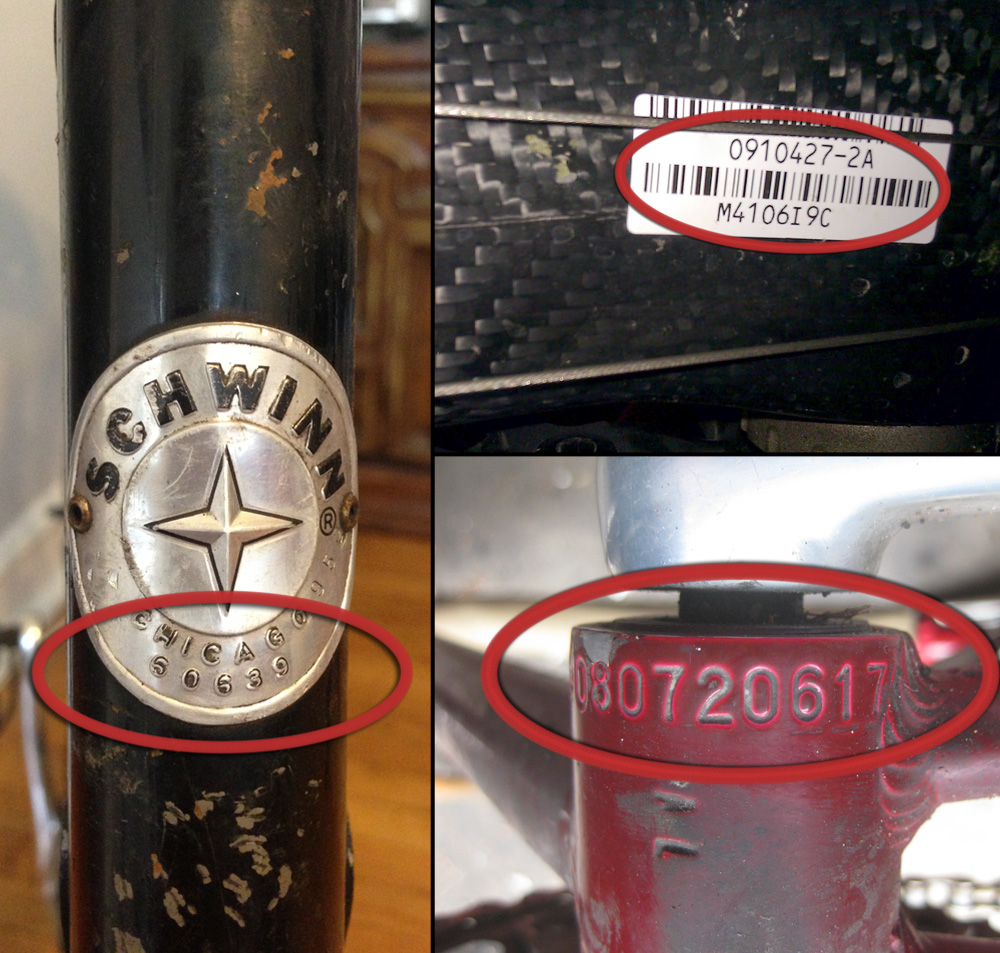
自転車の様々なシリアル番号

- 防犯登録